# Seibersdorf (Hohenwart)
Seibersdorf ist ein Gemeindeteil des Marktes Hohenwart im oberbayerischen Landkreis Pfaffenhofen an der Ilm. Bis zum 31. Dezember 1971 war er Sitz einer selbstständigen Gemeinde.

## Geographische Lage
Das Dorf liegt etwa 2,5 km südwestlich des Hauptorts der Marktgemeinde.

## Geschichte
Zur 1818 mit dem bayerischen Gemeindeedikt gegründeten Ruralgemeinde gehörten die Orte Merxmühle, Schlott und Thierham. Sie gehörte zum Landkreis Schrobenhausen. Am 1. Januar 1972 wurde sie in den Markt Hohenwart eingegliedert. Mit der Auflösung des Landkreises Schrobenhausen wurde der Markt am 1. Juli 1972 in den Landkreis Pfaffenhofen an der Ilm umgegliedert.